# 大沙河 (昭阳湖)
大沙河，位于中国江苏省北部和山东省西南部，属于南四湖水系。大沙河系清咸丰元年（1851年），黄河在今安徽省砀山县蟠龙集决口时形成的泛道。今大沙河南起丰县大沙河镇的二坝村，承接二坝以上废黄河滩面来水，东北流经沛县北部地区，最后于山东省微山县张楼乡大孙庄东北注入昭阳湖。全长61公里。